# Ordre des Carmes déchaux séculier
Pour les articles homonymes, voir Ordre du Carmel.
L’ordre des Carmes déchaux séculier (OCDS), officiellement Ordo Carmelitarum Discalceatorum Saecularis est la branche du Tiers-Ordre carmélite rattachée à l'ordre des Carmes déchaux. Cette branche du Tiers-Ordre est anciennement connue sous le nom de Tiers-Ordre de la Sainte-Vierge du mont Carmel et de la Sainte Thérèse de Jésus.
Les laïcs du Carmel, qui dépendent des frères déchaux (OCD), sont en communion avec les sœurs cloîtrées de l'ordre. Ils sont considérés comme faisant intégralement partie de l'ordre du Carmel et bénéficient de « toutes les grâces spirituelles » attachées à cet ordre.
Héritier du Tiers-Ordre carmélite (fondé au XVe siècle et fondé officiellement en 1594), l'OCDS connaît une impulsion nouvelle au XXe siècle. À l'occasion du 4e centenaire de la réforme thérésienne du Carmel, et du concile Vatican II qui rappelle « la place originale du laïcat dans l’Église », une nouvelle règle de vie est publiée, ainsi que des constitutions. Le nom de « Tiers-Ordre » est remplacé par celui d’« ordre des Carmes déchaux séculier ».
Présent dans 74 pays, l'OCDS compte environ 25 000 membres dans le monde.

## Histoire de l'Ordre

### Fondation du Tiers-Ordre
Le Tiers-Ordre carmélite s'est développé à partir du 1452 avec la bulle Cum nulla, promulguée par le pape Nicolas V sous le généralat de bienheureux Jean Soreth. C'est à partir de cette époque que s'étend la dévotion au scapulaire de Notre-Dame du Mont-Carmel. Le Carmel devient alors une véritable école de vie évangélique pour de nombreux laïcs.

### La réforme thérésienne et les laïcs du Carmel

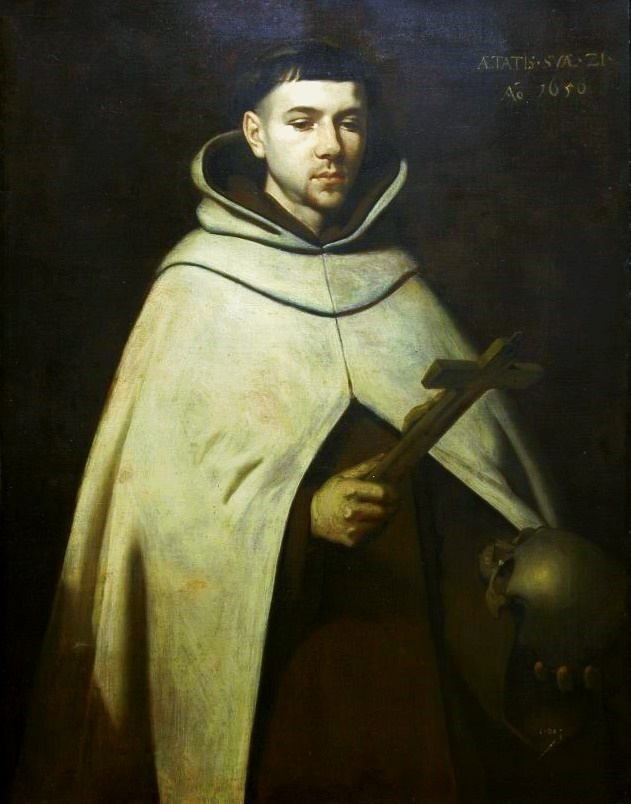
Portrait de Jean de la Croix, par Zurbarán.

Au XVIe siècle, Thérèse d'Avila et Jean de la Croix, qui effectuent une profonde réforme de l'ordre du Carmel tant féminin que masculin, s'intéressent également à la vie spirituelle des laïcs rattachés au Carmel. Ainsi, ils communiquent et échangent avec eux des conseils spirituels (appropriés à leur état de vie), et les entraînent par le rayonnement de leur sainteté personnelle. Ainsi, c’est pour une laïque, Doña Ana de Peñalosa (considérée comme sa « fille spirituelle »), et à la demande de celle-ci, que Jean de la Croix rédige le commentaire de son poème La Vive Flamme d'amour.
Au départ de la réforme thérésienne, il est théoriquement interdit aux couvents réformés de Carmes de diriger des tertiaires. Lorsque la branche réformée du carmel se sépare officiellement de la branche mitigée, le pape Clément VIII, dans sa bulle « Cum dudum » du 23 mars 1594, étend aux Carmes déchaux les privilèges accordés précédemment à l'ordre du Carmel d'organiser des groupes de laïcs. Le Tiers-Ordre thérésien se met alors progressivement en place. Il reprend la règle du Tiers-Ordre définie en 1637 (par les Carmes chaussés) et la conserve jusqu'en 1708 où une nouvelle règle spécifique est définie. 
Le Tiers-Ordre est alors renommé en « tiers-ordre de la Sainte-Vierge du mont Carmel et de Sainte Thérèse de Jésus » (par opposition, ou différenciation avec le tiers-ordre de la Bienheureuse Vierge Marie du Mont Carmel, qui, lui, est rattaché aux couvents des Grands carmes). Cette règle restera en vigueur jusqu'en 1921 où elle sera revue et mise à jour.
Pendant la Révolution française, le Tiers-Ordre est, comme pour les Carmes et Carmélites, mis à l'épreuve. Il contribue à jouer un rôle extrêmement important, alors que les Carmes et les Carmélites sont dispersés. Certains sont exécutés ou massacrés. Plusieurs de ces communautés laïques, qui ont été actives durant la Révolution, se transforment ensuite en de véritables congrégations religieuses féminines, dont certaines existent encore aujourd’hui.
En 1921, la Règle du tiers-ordre séculier de la Bienheureuse Vierge Marie du mont Carmel et de la Sainte Mère Thérèse de Jésus est approuvé par le pape Benoît XV. Cette règle reste en vigueur jusqu'en 1970.

### Du Tiers-Ordre à l'OCDS
Au XXe siècle le Tiers-Ordre carmélitain (lié à la réforme thérésienne) connaît un essor important. En 1932, une instruction publiée à Rome rappelle aux membres de cet ordre « la vocation du laïc, pénétré de l'esprit contemplatif du Carmel et attentif aux exigences spirituelles et apostoliques de son époque ».
L'année 1962, qui voit la célébration du quatrième centenaire de la réforme thérésienne du Carmel, et avec l'ouverture du concile Vatican II, le Tiers-Ordre carmélitain prend des orientations qui respectent à la fois le sens contemplatif de l'Ordre et la place originale du laïcat dans l’Église. Une nouvelle règle de vie est rédigée.
Le 26 octobre 1970, cette nouvelle règle de vie est mise à l'expérimentation dans l'Ordre. Après une dizaine d'années, cette règle est officiellement approuvée par le Saint-Siège, par un décret publié le 10 mai 1979. Ce texte autorise l’abandon du titre ancien de « Tiers-Ordre » en faveur d’une dénomination nouvelle, celle d’ordre séculier des Carmes déchaux (OSCD). 
En 1992, le Père général modifie le sigle officiel afin qu’apparaisse clairement le sigle OCD (ordre des Carmes déchaux) et donne ainsi le titre officiel d’ordre des Carmes déchaux séculier (OCDS). De nouvelles Constitutions (pour l'OCDS) sont rédigées en remplacement de la règle de vie. Ces constitutions sont approuvées par le Saint-Siège le 16 juin 2003.
Le premier Congrès International de l’OCDS se déroule du 8 au 15 octobre 1997 à Rome, en présence des représentants des quarante-quatre pays où sont implantées les communautés carmélitaines séculières. Il y est décidé de créer un secrétariat pour l’ordre séculier au sein de la maison généralice à Rome. Le second congrès a lieu au Mexique, du 1er au 7 septembre 2000.
En 2003 des constitutions sont rédigées en 2000 et approuvées par le Vatican en 2003,.

### L'O.C.D.S. aujourd'hui
En 2014, on dénombre environ 25 000 membres de l'OCDS répartis dans 74 pays,. Si l'on compte environ 800 membres en France, près du quart des effectifs (6 000 membres) se trouvent en Inde.

## La vie dans l'OCDS

### Les communautés carmélitaines
Les membres de l'OCDS sont soumis à la règle de saint Albert et aux constitutions de l'ordre séculier du Carmel thérésien. Comme pour beaucoup d'autres tiers-ordres (franciscain ou dominicain), l'accent est mis sur l'obéissance, la chasteté, la pauvreté et l'esprit des béatitudes.
Les communautés carmélitaines sont composées de petits groupes. Chaque groupe, ou communauté, est composé de membres ayant fait leur engagement définitif (les anciens), et de membres plus récents, encore en cours de formation. Les membres élisent un « Conseil » composé de quatre personnes, avec un président (tous élus pour trois ans). Le conseil désigne dans la communauté une personne chargée de la formation des nouveaux arrivants : le maître de formation. La communauté est généralement rattachée à la paroisse qui l'accueille pour ses réunions mensuelles.

### Entrée et cheminement dans l'Ordre

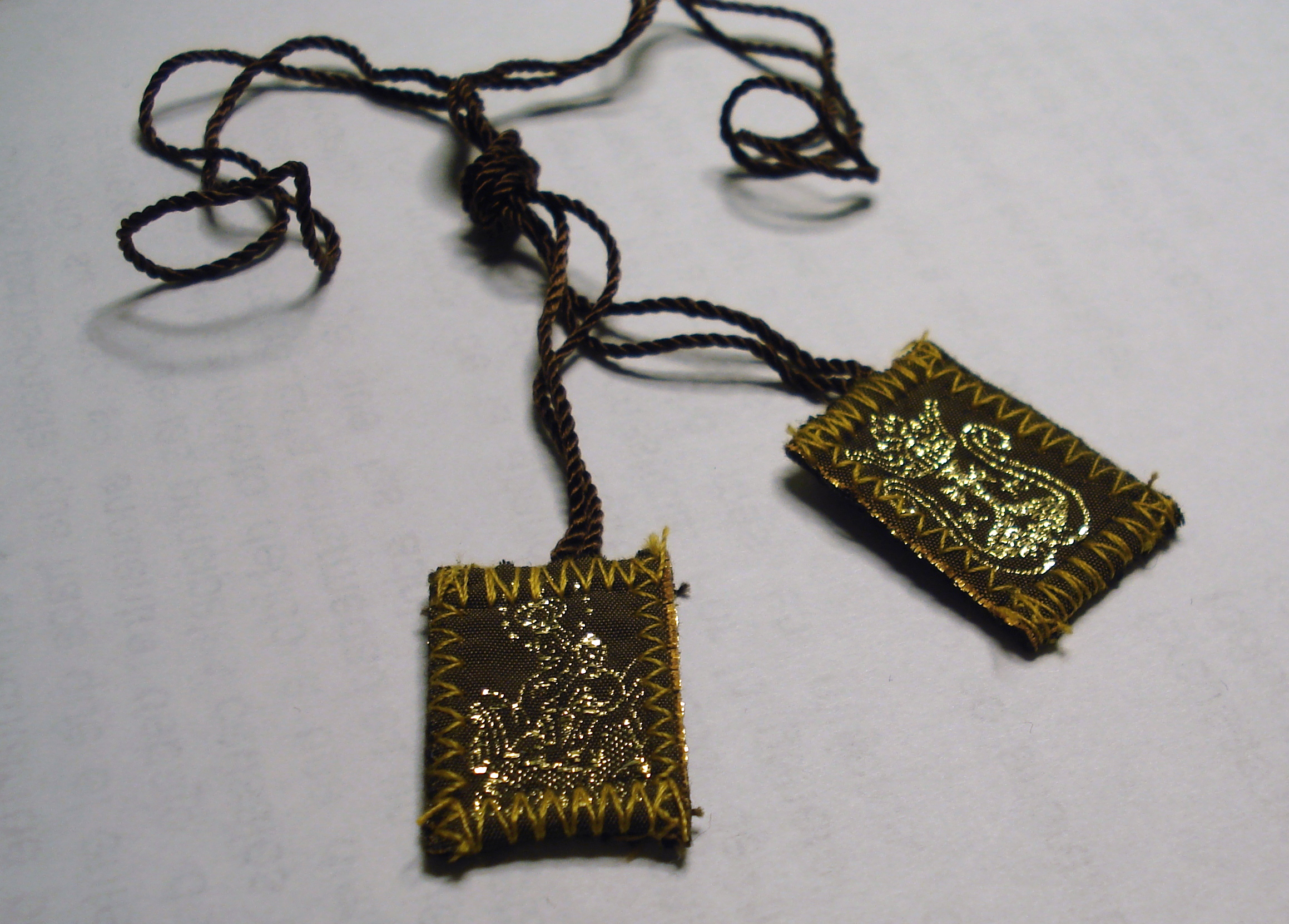
Le scapulaire de Notre-Dame du Mont-Carmel porté par les membres de l'OCDS.

Le chrétien qui souhaite rejoindre l'ordre séculier du Carmel commence un temps de discernement et d'enseignement afin de juger si cette communauté correspond à ses attentes et à sa vocation personnelle. Ce chemin se déroule sur six années (environ) ponctuées de temps forts :
- La première année, il découvre la vie de la communauté et la partage avec les autres membres, en toute liberté. Il profite de ce temps pour échanger avec le président de la communauté et l'assistant religieux (généralement un frère carme).
- Après un an (environ), il fait son « entrée en formation » et s'engage pour deux années à assister aux réunions, et se former (avec l'aide du responsable de formation). Lors de la cérémonie officialisant cette première étape, il reçoit le scapulaire de Notre-Dame du Mont-Carmel.
- Puis il peut choisir de faire une première promesse temporaire d'une durée de trois ans. Durant ces trois années, il poursuit sa formation et le discernement de sa vocation.
- À l'issue des trois années, avec l'accord du conseil de communauté, il peut formuler son engagement définitif dans l'Ordre, au cours d'une célébration particulière où le futur membre prononce la formule : « Moi N..., conduit à la suite du Christ mort et Ressuscité, par la grâce de l'Esprit-Saint et en réponse à l'appel de Dieu, je promets sincèrement aux Supérieurs de l'ordre du Carmel thérésien — et à vous mes frères — de tendre à la perfection évangélique dans l'esprit des conseils évangéliques de chasteté, de pauvreté et d'obéissance et des Béatitudes, selon les constitutions des Carmes déchaux séculiers, pour toute la vie. Je confie filialement ma promesse à la Vierge Marie, Reine et Mère du Carmel. »

À chaque étape de son engagement, le chrétien est invité discerner si cet engagement répond à sa vocation. De même, les responsables de l'Ordre (et de la communauté) doivent discerner si le postulant est appelé, ou non, à rejoindre la communauté carmélitaine.

### Vie spirituelle carmélitaine
Le laïc qui entre dans l'ordre du Carmel bénéficie de tout l'héritage spirituel de cette famille spirituelle : tant la tradition contemplative que la mission apostolique, « afin de porter du fruit là où il vit et travaille ». Les documents diffusés par l'OCDS indiquent que « le fidèle nourrit sa foi dans l'oraison, l’Eucharistie, la prière des heures, se recevant de Dieu dans la Foi ». Chaque mois, il retrouve sa communauté, pour vivre un temps fraternel, prier en communauté, se former, apprendre et partager en famille. 
Si la spiritualité du Carmel ne préconise aucun apostolat ou service d’Église en particulier, de nombreux exemples d'actions apostoliques sont cités à travers des engagements ecclésiaux, paroissiaux, caritatifs, associatifs ou civils,, ou simplement dans la prière.